# I Jong
I Jong (hangŭl: 이용, anglickou transkripcí Lee Yong; * 24. prosince 1986, Soul) je jihokorejský fotbalový obránce a reprezentant, v současné době hraje v jihokorejském klubu Ulsan Hyundai.

## Reprezentační kariéra
Zúčastnil se Mistrovství světa 2014 v Brazílii, kde Jižní Korea obsadila s jedním bodem poslední místo v základní skupině H.